# ورنون خدای کوچک
ورنون خدای کوچک (به انگلیسی: Vernon God Little) یک رمان نخست نوشته نویسنده استرالیایی، دی‌بی‌سی پیر است که اولین بار در تاریخ ۲۰ ژانویه ۲۰۰۳ منتشر و همان سال برنده جایزه ادبی من بوکر و جایزه ادبی کاستا شد. این کتاب در ایران با نام تابستان گند ورنون شناخته می‌شود و در مورد قسمتی از زندگی نوجوانی به نام ورنون است، که به اتهام کشتار گروهی دانش‌آموزان در تگزاس دستگیرشده‌است.

## ترجمه به فارسی
- عنوان:تابستان گند ورنون/ دی‌بی‌سی پیر؛ ترجمه مریم محمدی‌سرشت. (تهران: افق، ۱۳۸۸) شابک: ۹۷۸۹۶۴۳۶۹۵۰۹۵[۵]